# Silke Bothfeld
Silke Bothfeld (* 1968 in Hamburg) ist eine deutsche Politikwissenschaftlerin, Sozialwissenschaftlerin und Professorin an der Hochschule Bremen. Bothfeld lehrt an der Fakultät 3 im internationalen Studiengang Politikmanagement das Fach Internationale Sozial‐ und Wirtschaftspolitik.

## Leben
1987 erlangte sie das Abitur an der Kooperativen Gesamtschule Elmshorn. 1988 begann Bothfeld ihr Magisterstudium an der Freien Universität Berlin mit dem Hauptfach Romanistik und den Nebenfächern Politikwissenschaften und Publizistik. Von November 1990 bis April 1991 studierte sie an der Universität Blaise Pascal Clermont-Ferrand II. Im Anschluss absolvierte Bothfeld den Diplomstudiumgang Politikwissenschaften am Otto-Suhr-Institut der Freien Universität Berlin. In dieser Zeit besuchte sie auch das Institut d’études politiques de Paris. 1996 erhielt Bothfeld das Diplom der Universität Berlin sowie das Deutsch-Französische Doppeldiplom. 2004 folgte die Promotion ebenfalls an der Freien Universität Berlin.

## Beruflicher Werdegang
Bothfeld war von 2003 bis 2007 Leiterin des wissenschaftlichen Referats Arbeitsmarktpolitik am Wirtschafts- und Sozialwissenschaftliches Institut in der Hans-Böckler-Stiftung.

## Publikationen (Auswahl)
- Vom Erziehungsurlaub zur Elternzeit. Politisches Lernen im Reformprozess. Campus, Frankfurt/New York 2005
- Teilzeitarbeit für alle? Eine Untersuchung von Teilzeitpräferenzenin Deutschland und Großbritannien unter beschäftigungspolitischen Gesichtspunkten. Wissenschaftszentrum, Berlin 1997
- zusammen mit Gesine Fuchs: Gleichstellung in Deutschland im europäischen Vergleich. In: Aus Politik und Zeitgeschichte. 37–38/2011, S. 7–18